# Dying Fetus
Dying Fetus est un groupe de brutal death metal américain, originaire d'Upper Marlboro, dans le Maryland. Le groupe est connu pour son mélange des styles musicaux passant par le death metal, le grind et le hardcore. Leur style évolue dans une optique toujours brutale et sans concession, mais sans cesse en renouvellement, chaque album ayant sa personnalité propre.

## Biographie

### Débuts et popularité (1995–2003)
Dying Fetus est formé en 1991 dans le Maryland, et se compose initialement du chanteur et guitariste John Gallagher, des guitaristes Nick Speleos et Brian Latta, du bassiste Jason Netherton, et du batteur Kevin Talley. En 1993, la démo musicale Bathe In Entrails témoigne d'une entente compromise entre Netherton, et Gallagher et Nick Spelelos. En 1994, le groupe décide de se séparer de ces deux derniers membres, et de les remplacer par Brian Latta et Rob Belton, respectivement, pour l'enregistrement de Infatuation With Malevolence.
En 1995, Dying Fetus auto-produit son premier EP, Infatuation With Malevolence, qu'il distribue lui-même. L'année suivante, le groupe produit Purification through Violence, avec le label Pulverizer Records en Amérique, et Diehard Music Worldwide en Europe. Dying Fetus s'embarque aussi cette année-là pour son premier tour nord-américain avec le groupe canadien Kataklysm, et le groupe Monstrosity de Floride. En 1998, son troisième album, Killing on Adrenaline, est distribué aux États-Unis par sa propre compagnie Blunt Force Records et internationalement par la compagnie allemande Morbid Records. En 2000, Dying Fetus signe avec Relapse Records, et part en tournée américaine avec Kataklysm et Destruction. La même année sortent Grotesque Impalement, une compilation de plusieurs anciens morceaux, et Destroy the Opposition.
Au milieu de l'année 2001, Gallagher reçoit les lettres de démission des autres membres du groupe, qui décident à cette époque de joindre leur force dans un nouveau projet musical appelé Misery Index, laissant ainsi l'avenir de Dying Fetus dans le flou le plus total,. À la surprise générale, Gallagher reforme immédiatement le groupe dans son intégralité en recrutant le chanteur Vince Matthews, le guitariste Mike Kimball, le bassiste Sean Beasely, et le batteur Erik Sayenga, qui enregistreront un nouveau single intitulé Vengeance Unleashed.

### Sorties et tournées (depuis 2003)

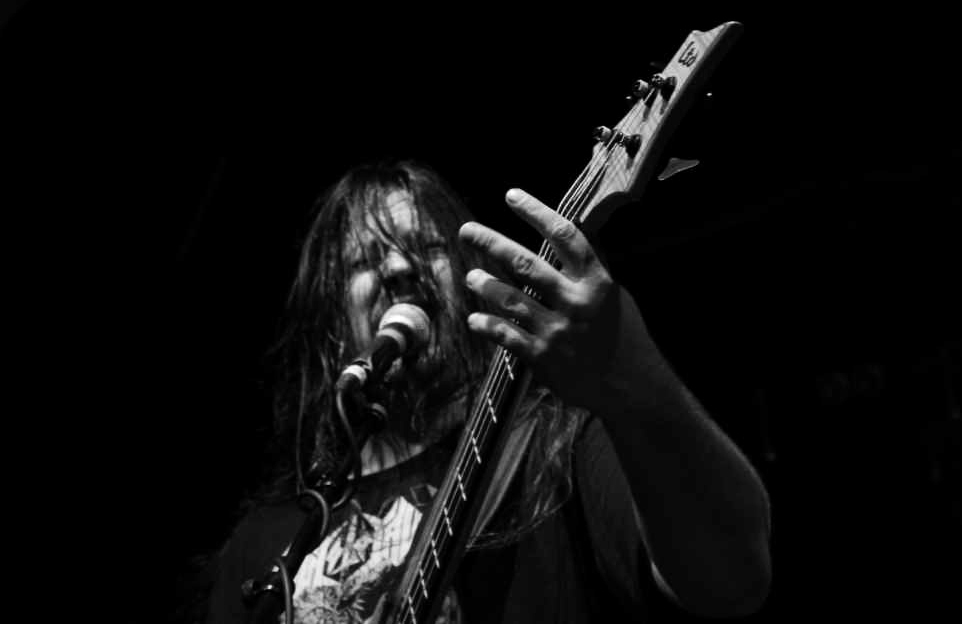
Le bassiste et chanteur Sean Beasley, sur scène en Slovaquie en 2009.

Le 13 mai 2003, et après trois années d'absence, le groupe sort l'album Stop at Nothing, composé en majeure partie de thèmes politiques. L'album est enregistré en quatre mois,  entre novembre 2002 et février 2003. Pour la promotion de l'album, Dying Fetus organise une longue tournée, et les vidéoclips de leur titre One Shot, One Kill est constamment diffusé sur Headbangers Ball. Dying Fetus revient beaucoup plus tard sur scène avec le bassiste Beasley au chant, et le batteur Duane Timlin (ancien membre de Divine Empire et Broken Hope) est recruté en 2006.
Le 6 mars 2007 marque la sortie du sixième album du groupe, War of Attrition, dont l'enregistrement se déroule entre septembre et octobre 2006. Cette même année, en juillet, la formation change : le batteur Duane Timlin est renvoyé. Le groupe engage comme remplacement Trey Williams, du groupe local Severed Head, originaire de Baltimore. Mike Kimball quitte également le groupe, ce dernier devenant un trio.
Le 15 septembre 2009, Dying Fetus fait paraître son septième album, Descend Into Depravity, distribué aux États-Unis par le label Relapse Records ; l'album sort six jours plus tard pour le reste du monde. Trois ans plus tard, ils font paraître Reign Supreme, le 19 juin 2012, un album qu'ils annoncent initialement le 15 décembre 2011. Le groupe fait paraître le premier single de l'album, Subjected to a Beating le 2 avril 2012. En 2013, Dying Fetus organise ensuite une tournée américaine aux côtés des groupes Exhumed, Abiotic, et Waking the Cadaver. Devourment était également programmé, mais son apparition est annulée un mois avant le début de la tournée. Le 6 novembre 2013, Andy Copping annonce sur Twitter la participation du groupe au Download Festival de 2014.

## Membres

### Membres actuels
- John Gallagher - guitare, chant (depuis 1991), batterie (1991–1993)
- Sean Beasley - basse, chant (depuis 2001)
- Trey Williams - batterie (depuis 2007)

### Anciens membres
- Nick Speleos - guitare, chant (1991–1993)
- Jason Netherton - basse, chant (1991–2000)
- Rob Belton - batterie (1993–1996)
- Brian Latta - guitare (1994–1998)
- Casey Buckler - batterie (1995–1996)
- Eric Sayenga - batterie (1996–1997, 2001–2005)
- Kevin Talley - batterie (1997–2001)
- John « Sparky » Voyles - guitare (1999–2001)
- Vince Matthews - chant (2001–2005)
- Duane Timlin - batterie (2006–2007)
- Mike Kimball - guitare (2003–2007)